# Daniel Genís Mas
Daniel Genís Mas (Castelló d’Empúries, 1977) és escriptor i professor de Llengua catalana i Literatura a l'Institut Ramon Muntaner de Figueres. És llicenciat en Filologia Catalana i Hispànica, i doctor en Literatura.
Ha estat col·laborador del grup Narpan. Cultura i literatura de la baixa edat mitjana, i ha publicat diversos treballs sobre moral, història i pensament polític a la Catalunya medieval i moderna, especialment al voltant de les figures del frare franciscà Francesc Eiximenis, del cronista Bernat Desclot i del ciutadà honrat barceloní Rafael Cervera, al qual va dedicar la tesi doctoral. També ha publicat diversos articles sobre els gèneres no mimètics de la literatura catalana contemporània, terreny en el qual és un dels màxims activistes i on desenvolupa una gran tasca de difusió. Entre 2018 i 2022 ha format part de la junta de la Societat Catalana de Ciència-ficció i Fantasia. El 2019 es va encarregar de coordinar el track literari del festival Soc friki soc cultura de Figueres, que va aplegar a la capital empordanesa alguns dels autors de gènere fantàstic en català més rellevants. Entre els anys 2019 i 2020 va exercir de director de la col·lecció “Ciència-ficció”, de Pagès Editors, en substitució d'Antoni Munné-Jordà.
D'ençà 2021 actua com a assessor de la col·lecció «L’Arcà», de Laertes Editorial. També és director i editor del portal de literatura fantàstica El Biblionauta, fundat per ell mateix, espai que va obtenir una menció als Premis LletrA de la UOC el 2017 i que el mateix any va ser finalista en els VIII Premis Carles Rahola de comunicació local, en la categoria de millor informació digital.
Uns déus ferotges (Editorial Males Herbes, 2022) és la seva primera novel·la i amb ella ha guanyat el premi Ictineu 2023 a la millor novel·la fantàstica en català.

## Obres publicades

### Ficció
- 2022 Uns déus ferotges.[4][5][6]

### No-Ficció
- 2006 La invasió francesa de l’Empordà el 1285. La Relación histórica de Rafael Cervera: una traducció castellana de la Crònica de Bernat Desclot.[7]
- 2002 Dotzè llibre del crestià (OFE I, 1)[8]